# シャルル・アンリ・ド・ロレーヌ

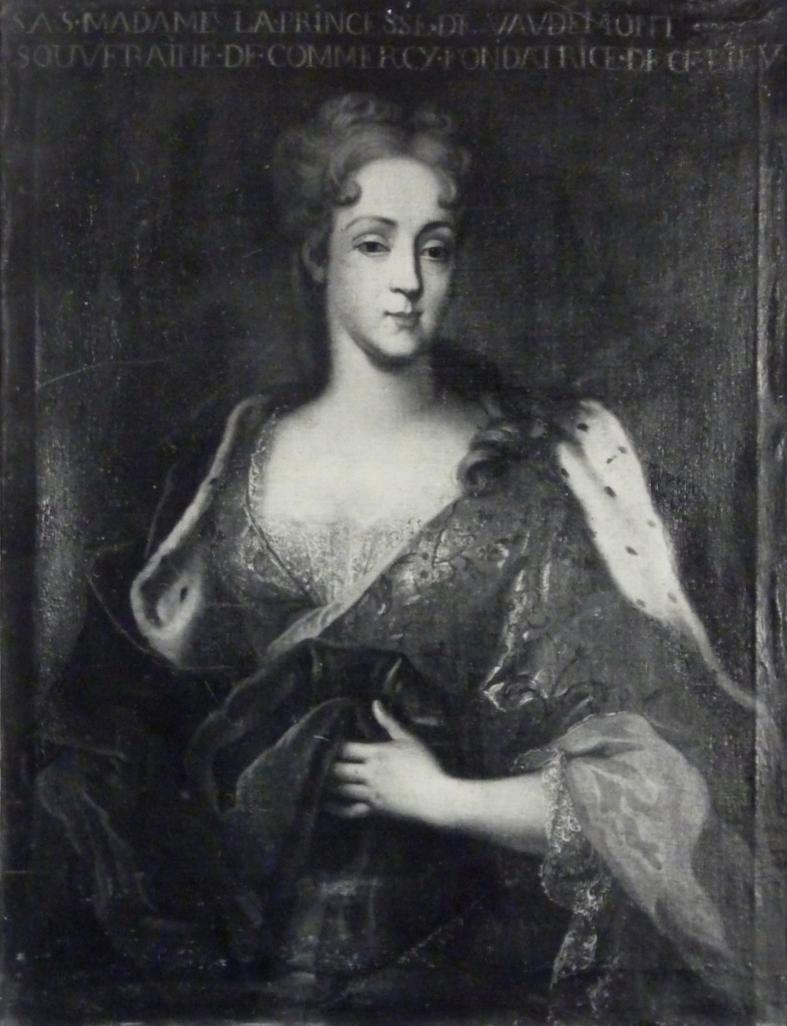
シャルル・アンリの妻アンヌ・エリザベート

シャルル・アンリ・ド・ロレーヌ（Charles Henri de Lorraine, prince de Vaudémont, 1649年4月17日 - 1723年1月14日）は、ロレーヌ公国の貴族で、スペイン・ハプスブルク家に仕えた将軍。ヴォーデモン公、コメルシー公およびファルケンシュタイン伯。

## 生涯
ロレーヌ公シャルル4世とその2番目の妻ベアトリクス・ド・キュザンスの間の息子として生まれた。両親の結婚が父と最初の妻ニコルの婚姻無効がカトリック教会によって認められていない状態で行われており、シャルル・アンリはロレーヌ公爵家の家督相続権を認められなかった。親スペイン派の父を嫌うフランスの意向により、ロレーヌ公爵位は従兄のシャルル5世に渡った。
1669年4月27日にバル＝ル＝デュックで、同族のエルブフ公シャルル3世の娘アンヌ・エリザベート（1649年 - 1714年） と結婚し、間に一人息子のシャルル・トマ（1670年 - 1704年）をもうけた。
父と同様にスペイン・ハプスブルク家の軍隊に仕え、数多くの戦場でフランス軍と戦った。1675年には金羊毛騎士団の騎士に任じられている。大同盟戦争ではイングランド王・オラニエ公ウィリアム3世の指揮下にフランドル地方で従軍した。またヴェルサイユ宮廷にも出入りしており、姪のエピノワ公爵夫人、リルボンヌ姫とともにグラン・ドーファンの取り巻きとなった。
1698年、スペイン領ミラノ公国の総督に任命された。1700年にカルロス2世王が死去し、ルイ14世の孫フェリペ5世がスペイン王位に就くと、スペイン継承戦争が起きた。シャルル・アンリはミラノ公国におけるフェリペ5世の権威を認めたものの、フェリペ5世側からは信用されていなかった。従来の反仏的な姿勢に加え、息子が神聖ローマ皇帝（ハプスブルク帝国）軍に仕えている関係で、敵側に軍事機密の情報を流していると疑われたのである。1706年のトリノの戦いでスペイン＝フランス連合軍がイタリアから撤退すると、シャルル・アンリは皇帝軍の司令官オイゲン・フォン・ザヴォイエンと協定を結び、ミラノ公国をハプスブルク軍に明け渡した。
1708年、従甥のロレーヌ公レオポールはシャルル・アンリに小規模なコメルシー公領を授けた。シャルル・アンリは建築家ジェルマン・ボフランに命じて、美しいコメルシー城を設計・建造させた。一人息子のシャルル・トマはスペイン継承戦争中に戦死したため、シャルル・アンリの死後、コメルシー公領はロレーヌ公爵夫人エリザベート・シャルロットに譲渡された。